# El amor después del amor (canción)
«El amor después del amor» es una canción de Fito Páez, lanzado como primer sencillo del álbum del mismo nombre en 1992.

## Legado

### Reconocimientos
En la lista de «Las 50 mejores canciones de amor en español», elaborada por los editores de Billboard en 2025, la canción de Fito Páez alcanzó el décimo quinto lugar. De acuerdo con Isabela Raygoza, la canción «marca uno de los hitos más majestuosos de la historia del rock argentino» y se consolidó como «el éxito más distintivo» de Páez.

## Músicos
- Fito Páez: voz principal y coros, sintetizadores y piano
- Claudia Puyó: voz principal y coros
- Tweety González: órgano
- Ulises Butrón: guitarras
- Guillermo Vadalá: bajo
- Daniel Colombres: batería y sampler

## Versiones
- En 1998, Miguel Bosé grabó una versión incluida en su álbum 11 maneras de ponerse un sombrero.
- En 2006, para el álbum Homenaje a Fito Páez la canción fue interpretado por Noel Schajris.
- En 2009, el grupo musical brasileño Os Paralamas do Sucesso hizo una versión de la canción con el título O amor, para el álbum Brasil Afora.
- En 2012, el grupo musical mexicano de pop rock latino Sasha, Benny y Erik hizo una reedición de la canción para el álbum Primera fila: Sasha, Benny y Erik.
- En 2021, el artista colombiano Juanes hizo una versión de la canción para el álbum Origen.

## Apariciones en medios
- En 1998, la canción fue incluida como parte de la banda sonora de la película peruana, No se lo digas a nadie, inspirada en la novela homónima de Jaime Bayly.

## Posicionamiento en listas

### Semanales
| País (Lista 2023)             | Mejor posición |
| ----------------------------- | -------------- |
| Argentina Hot 100 (Billboard) | 89             |

## Premios
| Año  | Premio                                              | Nominación            | Canción                    | Resultado |
| ---- | --------------------------------------------------- | --------------------- | -------------------------- | --------- |
| 2002 | Mejores canciones de la historia del rock argentino | Mejor canción de rock | “El amor después del amor” | Ganador   |